# Roztoky (ort i Tjeckien, lat 50,16, long 14,40)
Roztoky är en stad i Tjeckien.   Den ligger i regionen Mellersta Böhmen, i den centrala delen av landet, 8 km norr om huvudstaden Prag. Roztoky ligger 189 meter över havet och antalet invånare är 5 956.
Terrängen runt Roztoky är huvudsakligen platt, men söderut är den kuperad. Roztoky ligger nere i en dal. Runt Roztoky är det mycket tätbefolkat, med 1 754 invånare per kvadratkilometer. Närmaste större samhälle är Prag, 8,0 km söder om Roztoky. Trakten runt Roztoky består till största delen av jordbruksmark.